# 11033 Mazanek
11033 Mazanek este o planetă minoră (asteroid), cu un diametru de 3,507 km, din centura de asteroizi. A fost descoperită pe 16 septembrie 1988 la Observatorio de Cerro Tololo⁠(d) de Schelte J. Bus. 
Obiectul prezintă o orbită caracterizată de o semiaxă mare de 2,5209376 UAi, o excentricitate de 0,15, o înclinație de 12,93613 ° în raport cu ecliptica.